# Cyclopteryx observalis
Cyclopteryx observalis är en fjärilsart som beskrevs av Achille Guenée 1854. Cyclopteryx observalis ingår i släktet Cyclopteryx och familjen nattflyn. Inga underarter finns listade i Catalogue of Life.